# سیارک ۹۴۷۰
سیارک ۹۴۷۰ (به انگلیسی: 9470 Jussieu، نامگذاری:1998OS10) نه هزار و چهارصد و هفتادمین سیارک کشف شده‌است که در ۲۶ ژوئیه ۱۹۹۸ کشف شد.
قدر مطلق سیارک برابر ۱۴٫۳۰ است.